# Мавсониевые

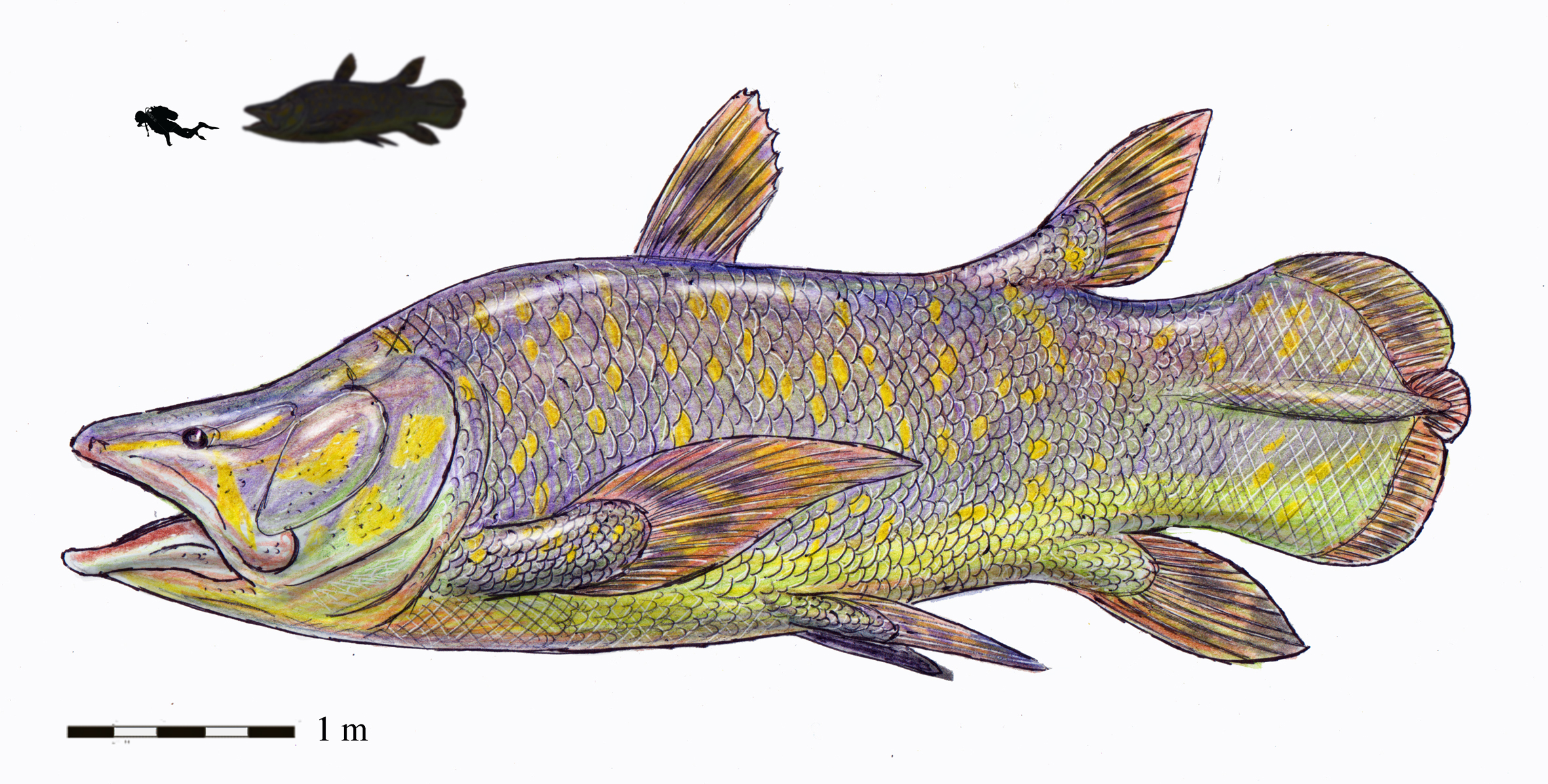
Реконструкция Mawsonia sp.

Мавсониевые (лат. Mawsoniidae) — семейство вымерших лопастепёрых рыб отряда целакантообразных. Существовал от среднего триаса до верхнего мела. Окаменелости Mawsoniidae были найдены в Северной и Южной Америке (Бразилия, Чили), а также в Северной (Марокко, Алжир, Египет) и Западной Африке (Нигерия, Конго). Из-за мест, где он был обнаружен, предполагается, что он в основном распространен в западной Гондване. С образованием Южной Атлантики популяции в Африке и Южной Америке были отделены друг от друга. В отличие от большинства других целакантов, включая современную латимерию, Mawsoniidae жили в пресных водах и эстуариях.
Mawsoniidae сильно отличались по размерам. В то время как Diplurus был довольно маленьким, длиной 10 см, Axelrodichthys представлял собой рыбу среднего размера с длиной около 40 см, Mawsonia gigas была вместе с Megalocoelacanthus (семейство Coelacanthidae) самой большой из всех целакантид и могла быть от 3,5 до 3,5 м. Максимальный размер 4,5 метра. Обнаружена единичная квадратная кость представителя этого семейства, позволяющая предположить, что были еще более крупные экземпляры.
Диагностические признаки семейства — длинные окостеневшие ребра и морщинистые орнаменты на поверхностях костей. Subopercular, часть жаберной крышки, как правило, отсутствует, а нисходящий вырост надвисочные кости черепа, также может отсутствовать или быть уменьшенным.

## Классификация
В семейство включают пять вымерших родов, кроме того ещё шесть относят предположительно (в списке со знаком вопроса):
- ? Alcoveria (триасовый период, Испания)
- Axelrodichthys (меловой период, Мадагаскар)
- Chinlea (триасовый период, Аризона и Нью-Мексико)
- Diplurus (триасовый период, восточная часть Северной Америки)
- ? Garnbergia (триасовый период, Германия)
- ? Indocoelacanthus (юрский период, Индия)
- ? Libys (юрский период, Германия)
- ? Lualabaea (меловой период, Марокко, Нигерия, Мадагаскар)
- Mawsonia (меловой период, Алжир, Марокко, Бразилия)
- Parnaibaia (юрский период, Бразилия)
- ? Trachymetopon (юрский период, Германия)